# The Bootlicker
The Bootlicker (рус. подхалим) — одиннадцатый студийный альбом американской сладж-метал-группы Melvins, который был издан в 1999 году на лейбле Ipecac Recordings.

## Об альбоме
Это вторая часть трилогии, состоящей из альбомов The Maggot (1999), The Bootlicker (1999) и The Crybaby (2000).

## Список композиций
| №  | Название                | Длительность |
| -- | ----------------------- | ------------ |
| 1. | «Toy»                   | 1:10         |
| 2. | «Let It All Be»         | 10:47        |
| 3. | «Black Santa»           | 3:41         |
| 4. | «We We»                 | 0:57         |
| 5. | «Up the Dumper»         | 2:22         |
| 6. | «Mary Lady Bobby Kins»  | 3:38         |
| 7. | «Jew Boy Flower Head»   | 6:07         |
| 8. | «Lone Rose Holding Now» | 2:24         |
| 9. | «Prig»                  | 8:48         |

## Над альбомом работали

### Участники группы
- Базз Осборн — гитара, вокал, шумовые эффекты
- Дейл Кровер — ударные, вокал
- Кевин Рутманис — басс

### Приглашённые музыканты
- Эрик Питерсон — пианино («Prig»)

### Прочие
- Тим Грин — звукорежиссура
- Маки Осборн — дизайн обложки альбома